# She's the Man
Pour plus de détails, voir Fiche technique et Distribution.
She's the Man ou L'homme, c'est elle au Québec est un film américain réalisé par Andy Fickman, sorti en 2006. Le film est une libre adaptation de la pièce de William Shakespeare, La Nuit des rois.

## Synopsis
Quand Viola Hastings apprend qu'il n'y a plus d'équipe de football féminin dans son école aux Cornouailles, elle se révolte mais cela n'aboutit à rien. Toutefois, après le départ de son frère jumeau Sebastian, elle décide de prendre sa place dans son école. Elle se déguise ainsi en garçon et rejoint l'établissement, où son frère ne s'est jamais présenté, car il a préféré tenter sa chance sur la scène musicale à Londres.
Mais une fois arrivée, Viola voit les problèmes commencer : elle tombe amoureuse de son colocataire, Duke, qui lui aime la belle Olivia. Olivia, quant à elle, se sent furieusement attirée par Sébastian, sans se douter qu'il s'agit d'une fille. Viola se retrouve alors obligée de jongler entre ses deux identités...

## Fiche technique
Sauf indication contraire, les informations mentionnées dans cette section peuvent être confirmées par les bases de données cinématographiques IMDb et Allociné,  présentes dans la section « Liens externes ».
- Titre : She's the Man
- Titre québécois : L'homme, c'est elle[1] (également utilisé sur Netflix)[2]
- Réalisation : Andy Fickman
- Scénario : Ewan Leslie, Karen McCullah (en) et Kirsten Smith, d'après la pièce de théâtre La Nuit des rois de William Shakespeare
- Musique : Nathan Wang
- Direction artistique : John Burke et John R. Jensen
- Décors : David J. Bomba
- Costumes : Katia Stano
- Photographie : Greg Gardiner
- Son : Richard L. Anderson, Chris Carpenter, Andy Koyama, Rob Young
- Montage : Michael Jablow
- Production : Ewan Leslie et Lauren Shuler Donner
  - Production déléguée : Marty P. Ewing, Gary Lucchesi et Tom Rosenberg
- Sociétés de production : Donners' Company, présenté par Lakeshore Entertainment et Dreamworks Pictures
- Sociétés de distribution : DreamWorks (États-Unis) ; SND (France)[3] ; Kinepolis Film Distribution (Belgique)
- Budget : 20 millions USD[4],[5]
- Pays de production :  États-Unis
- Langues originales : anglais, français
- Format : couleur (Technicolor) — 35 mm — 1,85:1 (Panavision) — son DTS / Dolby Digital / SDDS
- Genre : comédie romantique
- Durée : 105 minutes
- Dates de sortie[6] :
  - États-Unis, Québec : 17 mars 2006[1]
  - Belgique : 26 juillet 2006[7]
  - France : 27 septembre 2006[8]
- Classification[9] :
  - États-Unis : accord parental recommandé, film déconseillé aux moins de 13 ans (PG-13 - Parents Strongly Cautioned)[N 1]
  - France : tous publics[10]
  - Belgique : tous publics (Alle Leeftijden)[7]
  - Québec : tous publics (G - General Rating)[1]

## Distribution
- Amanda Bynes (VF : Fily Keita) : Viola Hastings
- Channing Tatum (VF : Volodia Serre) : Duke Orsino
- Laura Ramsey (VF : Edwige Lemoine) : Olivia Lennox
- Vinnie Jones (VF : Guillaume Orsat) : L'entraineur Dinklage
- David Cross  (VF : Gérard Darier) : Le principal Gold
- Julie Hagerty  (VF : Catherine Davenier) : Daphne, la mère de Viola
- Robert Hoffman  (VF : Rémi Bichet) : Justin
- Alex Breckenridge (VF : Valérie Siclay) : Monique
- Jonathan Sadowski (VF : Alexandre Gillet) : Paul Antonio
- Amanda Crew (VF : Ariane Aggiage) : Kia
- James Nichol Kirk (VF : Paolo Domingo) : Sebastian Hastings
- Jessica Lucas : Yvonne
- Dee Jay Jackson : Cab Driver
- Patricia Idlette (VF : Sylvie Genty) : Professeur de Sciences
- Brandon Jay McLaren (VF : Vincent Barazzoni) : Toby
- Clifton MaCabe Murray (VF : Édouard Rouland) : Andrew
- Emily Perkins : Eunice

## Accueil

### Accueil critique
- Lors des Stinkers Bad Movie Awards en 2006, Amanda Bynes a été nommé pire actrice, ayant un faux accent féminin le plus ennuyeux et possédant la pire coiffure à l'écran.

## Distinctions

### Récompenses
- Teen Choice Awards 2006 :
  - Meilleur film de comédie
  - Meilleure révélation masculine de l'année pour Channing Tatum

### Nominations
- Kids' Choice Awards, Australia (Nickelodeon Australian Kids' Choice Awards (en)) : actrice de cinéma préférée pour Amanda Bynes
- Teen Choice Awards 2006 : meilleur baiser pour Amanda Bynes et Channing Tatum

## Éditions en vidéo
- Au Québec, le film est sorti en DVD le 18 juillet 2006[1].